# Bale Out

Bale Out, sous-titré RevoLucian's Christian Bale Remix!, est une chanson satirique composée par le DJ américain Lucian Piane, également connu sous son nom de scène RevoLucian. Elle est sortie sur YouTube et Myspace le 2 février 2009 et compte parmi les nombreuses chansons qui parodient l'incident impliquant l'acteur Christian Bale sur le tournage de Terminator Renaissance. Le titre, qui peut se traduire par « Bale, dehors » est aussi un jeu sur l'homophonie avec « bail out », verbe qui en anglais signifie « renflouer, sauver ».
Le tournage de Terminator Renaissance fut médiatisé en février 2009 lorsqu'un extrait audio d'une prise fuita sur internet : Christian Bale y réprimandait sévèrement le chef-opérateur Shane Hurlbut. Bale s'excusa de l'incident, qui fut souvent détourné,, comme dans la présente chanson satirique.